# کنسرت اقامتی

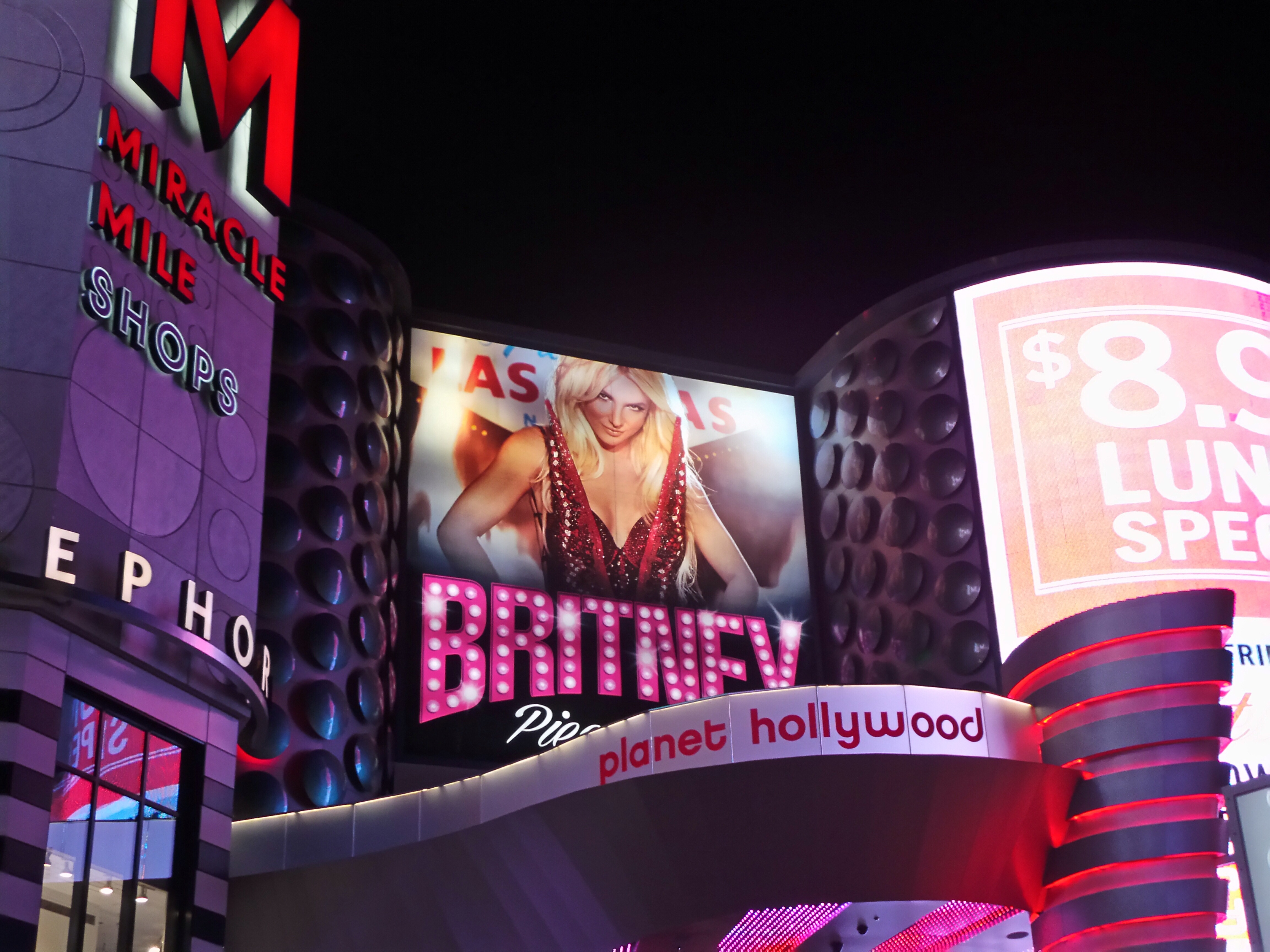
بریتنی اسپیرز در حال برگزاری کنسرت اقامتی خود به نام تکه‌ای از من در هتل-کازینوی پلانِت هالیوود

کنسرت اقامتی یا کنسرت رِزیدِنسی (به انگلیسی: Concert residency) به مجموعه‌ای از کنسرت‌ها می‌گویند که توسط یک هنرمند در مکانی ثابت اجرا می‌شود و سیار نیست. تفاوت کنسرت اقامتی با «تور کنسرت» در این است که در تور، هنرمند به مکان‌های مختلف سفر کرده و اجرا می‌کند. برخی از هنرمندان به خاطر سختی اجرای «تور کنسرت»؛ که به جابه‌جایی مداوم در شهرها و کشورهای مختلف نیاز دارد، فقط به اجرای «کنسرت اقامتی» اکتفا می‌کنند. از خواننده‌های مشهوری که به این نوع اجرا علاقه دارند، بریتنی اسپیرز، خوانندهٔ آمریکایی است.